# 復興航空510A號班機空難
復興航空510A號班機空難是1995年1月30日在台灣發生的一次航空事故。

## 事故
1995年1月30日，復興航空GE510A班機，ATR 72-200機型，註冊編號B-22717，於農曆除夕載客由臺北至馬公後，空機飛返臺北松山機場，途中偏離航道於桃園龜山兔子坑撞山墜毀。機上無乘客，正副駕駛及空中服務人員等4名機組人員殉職。

## 起因
兩年後，臺灣飛安會調查指出，機組目視進場時未保持狀況警覺及交互檢查其它助導航設施，導致於桃園龜山山區撞山失事，機上組員四人全部罹難。